# Verizem
Verizem je glasbena umetnostna smer. Izraz izhaja iz italijanske besede vero, ki pomeni resničen. Nastala je kot vpliv naturalizma na italijansko operno umetnost konec 19. in v začetku 20. stoletja. Je popolno nasprotje veliki operi, saj prikazuje resnično, takrat sodobno življenje, ki je prežeto z grozotami, nasiljem in strastjo ter čutno opojnostjo.
Glavni predstavniki smeri so skladatelji:
- Giacomo Puccini
- Ruggiero Leoncavallo
- Pietro Mascagni
- Francesco Cilea
- Umberto Giordano